# Хованский, Николай Петрович
Николай Петрович Хованский (18 января 1923 — 14 января 1974) — председатель колхоза имени XXII съезда КПСС Гомельского района Гомельской области Белорусской ССР. Герой Социалистического Труда (1966). Участник Великой Отечественной войны. 

## Биография
Родился 18 января 1923 года в деревне Стреличево Хойникского района Гомельской области Белоруссии. В 1941 году окончил Смоленский сельскохозяйственный техникум.
С 1946 года агроном Речицкого районного сельскохозяйственного отдела, начальник отдела областного сельскохозяйственного управления, начальник сектора ВДНХ СССР при Гомельском облисполкоме.
С 1951 года до конца жизни председатель колхоза имени Сталина Гомельского района Гомельской области.
Под его руководством колхоз стал одним из передовых в республике, образцовым семеноводческим хозяйством, началось строительство современного благоустроенного посёлка.
Указом Президиума Верховного Совета СССР от 22 марта 1966 года за достигнутые успехи в развитии животноводства, увеличении производства и заготовок мяса, молока, яиц, шерсти и другой продукции Хованскому Николаю Петровичу присвоено звание Героя Социалистического Труда с вручением ордена Ленина и золотой медали «Серп и Молот».
В 1967—1974 годах был членом Всесоюзной комиссии по выработке проекта Устава колхоза. Избирался депутатом Верховного Совета Белорусской ССР 6-го созыва. Член КПСС с 1955 года.
Умер 14 января 1974 года.

## Награды
Награждён орденом Ленина, Октябрьской Революции, Трудового Красного Знамени, медалями.

## Память
- Именем Героя названы средняя школа и улица в деревне Ерёмино Гомельского района Гомельской области.
- Гомельским райагропромом был учреждён приз его имени лучшей доярке района.
- Стела на Аллее Славы в Хойниках в честь Н. П. Хованского.